# Paul Hentschel
Paul Hentschel (* 26. Oktober 1913 in Breslau; † 20. November 1959 in Magdeburg) war ein deutscher Politiker (SED). Er war  Vorsitzender des Rates des Bezirkes Magdeburg.

## Leben
Hentschel, Sohn eines Schiffbauers und einer Arbeiterin, besuchte die Volksschule und machte von 1928 bis 1931 eine Lehre zum Steinsetzer. 1930 trat er dem Kommunistischen Jugendverband Deutschlands bei. In den Jahren 1931 bis 1934 war Hentschel arbeitslos, 1934/35 war er zum Reichsarbeitsdienst zwangsverpflichtet worden. Von 1935 bis 1940 übte er in Breslau, Plön und Gleiwitz seinen gelernten Beruf aus. Im Dezember 1940 wurde er in die Wehrmacht eingezogen. Als Gefreiter lief er im Februar 1942 zur Roten Armee über und kam in sowjetische Kriegsgefangenschaft. 1943 war er Gründungsmitglied des Nationalkomitees „Freies Deutschland“ (NKFD) in Krasnogorsk und besuchte dort die Zentrale Antifa-Schule, ab Januar 1945 dann die KPD-Parteischule in Moskau.

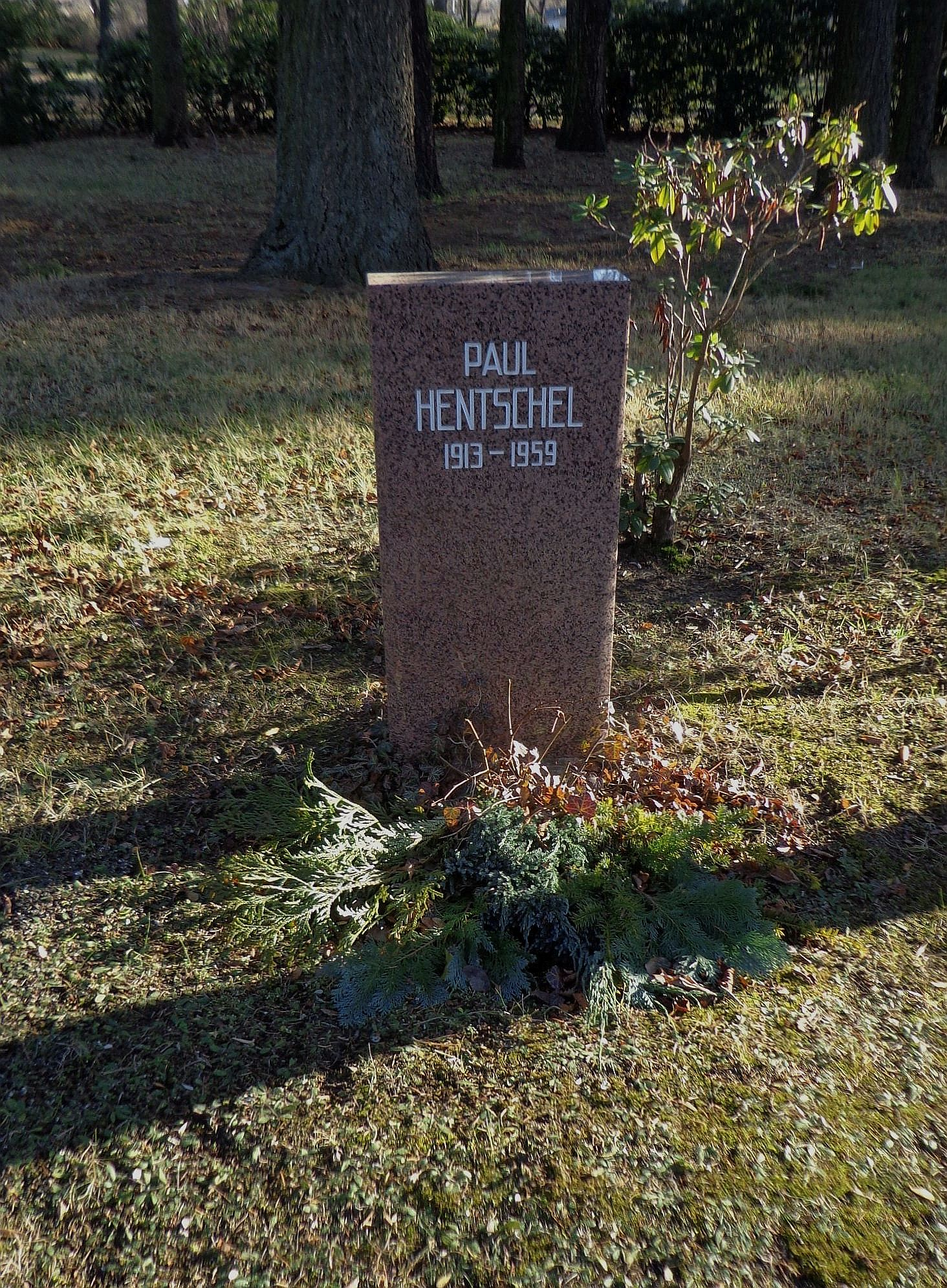
Grabstätte

Im Mai 1945 kehrte Hentschel nach Deutschland zurück und trat der KPD bei. 1946 wurde er mit der Zwangsvereinigung von SPD und KPD Mitglied der SED. Von Mai bis Juli 1945 war er Personalleiter beim Magistrat von Groß-Berlin. Von Juli 1945 bis 1949 wirkte er dann als Leiter der Personalabteilung der Landesregierung Brandenburg. Von 1949 bis 1951 war er stellvertretender Leiter der Abteilung Staatliche Verwaltung beim ZK der SED. Am 28. April 1950 war Hentschel durch Beschluss des Sekretariats der SED zum „politischen Berater“ der Durchführung der Waldheimer Prozesse bestimmt worden. Vom 30. August 1951 bis Juni 1953 war Hentschel Stadtrat für Verwaltung und Personalpolitik im Berliner Magistrat und vom 13. Februar 1953 bis Juni 1953 Sekretär des Magistrats.
Von Juni 1953 bis zu seinem Tod 1959 war er schließlich Vorsitzender des Rates des Bezirkes Magdeburg und Abgeordneter des Bezirkstages sowie Mitglied der dortigen SED-Bezirksleitung und seines Büros. 
Hentschel starb im Alter von 46 Jahren infolge eines Herzinfarkts. Seine Urne wurde in der Grabanlage Pergolenweg des Berliner Zentralfriedhofs Friedrichsfelde beigesetzt.

## Auszeichnungen
- Vaterländischer Verdienstorden in Bronze (1955) und in Silber (1959)
- Medaille für Kämpfer gegen den Faschismus 1933 bis 1945 (1958)